# Khnichet (kommun)
Khnichet (franska: Khnichet (CR), Khnichet (Commune Rurale), arabiska: أونانة) är en kommun i Marocko.   Den ligger i provinsen Sidi Kacem och regionen Rabat-Salé-Kénitra, i den nordöstra delen av landet, 120 km öster om huvudstaden Rabat. Antalet invånare är 12 963.